# UGK 4 Life
UGK 4 Life – szósty i jednocześnie ostatni studyjny album amerykańskiego zespołu hip-hopowego UGK. Został wydany 31 marca, 2009 roku.

## Tło
Dnia 4 grudnia, 2007 roku, Pimp C został znaleziony martwy w pokoju hotelowym w Kalifornii. W marcu 2008 r. Bun B potwierdził iż ostatni album grupy będzie poświęcony swojemu zmarłemu przyjacielowi.

## Produkcja
Pierwszym singlem został utwór "Da Game Been Good to Me". Został wydany w Internecie dnia 16 stycznia, 2009 roku. Był dostępny na iTunes dnia 20 lutego, tego samego roku.
Na albumie pojawiają się tacy raperzy i muzycy jak Ronald Isley, Lil Boosie, Webbie, Too Short, Snoop Dogg, Sleepy Brown, Big Gipp, Akon & Raheem DeVaughn.
UGK 4 Life zadebiutował na 6. miejscu notowania Billboard 200, sprzedając się w ilości 76.419 egzemplarzy w pierwszym tygodniu.

## Lista utworów
| Nr | Tytuł                     | Goście                      | Producent(ci)                         | Czas | Sample                                  |
| -- | ------------------------- | --------------------------- | ------------------------------------- | ---- | --------------------------------------- |
| 1  | "Intro"                   |                             | Cory Mo                               | 1:45 |                                         |
| 2  | "Still on the Grind"      | Raheem DeVaughn             | Steve Below                           | 4:13 | "Don't Mess With Mr. T" - Marvin Gaye   |
| 3  | "Everybody Wanna Ball"    |                             | Cory Mo                               | 3:57 | "Big Pimpin'" - Jay-Z & UGK             |
| 4  | "Feelin' You"             |                             | Steve Below                           | 3:54 | "Feel That You're Feelin'" - Maze       |
| 5  | "The Pimp & The Bun"      | Ron Isley                   | Mannie Fresh                          | 3:32 | "Here We Go Again" - The Isley Brothers |
| 6  | "She Luv It"              |                             | Cory Mo                               | 3:53 |                                         |
| 7  | "7th Street Interlude"    |                             | Pimp C, Co-Produced by Mike Dean      | 1:26 |                                         |
| 8  | "Swishas & Erb"           | Sleepy Brown                | Pimp C & Averexx                      | 4:02 | "Peaches & Erb" - Society of Soul       |
| 9  | "Purse Come First"        | Big Gipp                    | DJ B-Do & Pimp C                      | 4:23 | "Try Love Again" - The Natural Four     |
| 10 | "Harry Asshole"           | Lil Boosie & Webbie         | Cory Mo                               | 4:15 | "I Left It Wet For You" - UGK           |
| 11 | "Used to Be"              | B-Legit, E-40 & 8Ball & MJG | Pimp C & DJ B-Do                      | 5:40 |                                         |
| 12 | "Steal Your Mind"         | Too Short & Snoop Dogg      | Steve Below                           | 4:45 |                                         |
| 13 | "Texas Ave Interlude"     |                             | Pimp C, Co-Produced by Mike Dean      | 1:16 |                                         |
| 14 | "Hard as Hell"            | Akon                        | Akon, Co-Produced by Giorgio Tuinfort | 3:55 |                                         |
| 15 | "Da Game Been Good to Me" |                             | Pimp C & Averexx                      | 4:20 |                                         |
| 16 | "Outro"                   |                             | Cory Mo                               | 3:11 |                                         |